# Ликслип
Ликслип (енгл. Leixlip, ир. Léim an Bhradáin) је град у Републици Ирској, у источном делу државе. Град је у саставу округа округа Килдер и представља његов трећи по величини град.

## Природни услови
Град Ликслип се налази у средишњем делу ирског острва и Републике Ирске и припада покрајини Ленстер. Град је удаљен 20 километара западно од Даблина, па спада у његова западна предграђа.
Ликслип је смештен у равничарском подручју средишње Ирске. Град се развио на ушћу речице Рај у реку Лифи. Надморска висина средишњег дела града је 30 метара.
Клима: Клима у Ликслипу је умерено континентална са изразитим утицајем Атлантика и Голфске струје. Стога град одликује блага и веома променљива клима.

## Историја
Подручје Ликслипа било насељено већ у време праисторије. Дато подручје је освојено од стране енглеских Нормана у крајем 12. века.
Први помен Ликслипа био је већ у 9. веку, али насеље све до средине 20. века није имало већи значај.
Ликслип је од 1921. године у саставу Републике Ирске. Развој града започео је тек последњих пола века, када је Ликслип забележио нагли развој и раст. Последњих година град све више постаје предграђе Даблина.

## Становништво
Према последњим проценама из 2011. године. Ликслип је имао око 15 хиљада становника у граду. Последњих година број становника у граду се повећава, а град је један од најбрже растућих у држави (близина Даблина).

## Привреда
Ликслип се развио у времену нагле индустријализације Ирске средином 20. века. Данас је град познат као индустријско средиште.

## Збирка слика
- Богородичина црква
- Канал и железника станица
- Станоградња у Ликслипу